# Manel Armengol
Manuel Armengol Cervera (Badalona, 29 de octubre de 1949) es un fotógrafo español, conocido sobre todo por sus fotografías de la transición española.

## Biografía
Estudió periodismo en Barcelona. Desde 1971 estuvo realizando fotoperiodismo de modo independiente, por lo que se encuentra entre los fotógrafos que realizaron reportajes fotográficos de los movimientos sociales contra el franquismo en sus últimos años de gobierno y que se distribuían en el extranjero mediante la agencia CIS, ya que en España existía censura. Sin embargo, las fotografías que fueron muy publicadas en la prensa internacional las realizó en 1976 en una carga policial en una manifestación pacífica en Barcelona que se produjo durante la transición española y por las que recibió el premio de fotografía de la revista Flash-Foto.
Su trabajo como reportero gráfico continuó realizando diferentes reportajes por el mundo hasta que a principio de los años ochenta tuvo que abandonar el fotoperiodismo activo a causa de un accidente. A partir de ese momento su actividad fotográfica se diversifica realizando fotografía de arquitectura y otros reportajes propios de fotografía de autor, dedicándose también a dar conferencias en las universidades.

## Obra
Sus trabajos han sido expuestos en ciudades españolas como Madrid, Barcelona o Valencia, pero también en ciudades de Venezuela o Japón. Entre sus publicaciones se pueden señalar: El jardí dels guerrers (1987), Voices of water, Memories of Winds (2001), Herbarium (2007) o Terrae (2009).

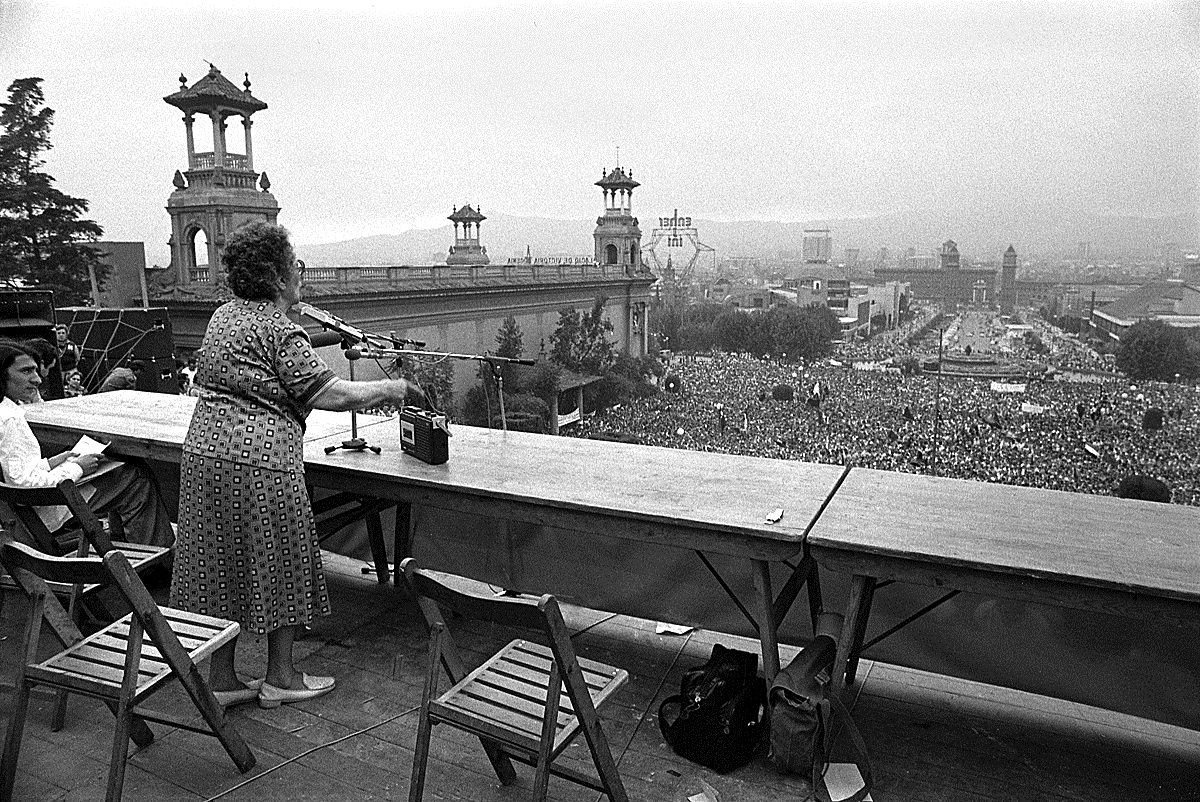
Federica Montseny en el mitin de la CNT en Barcelona de 1977
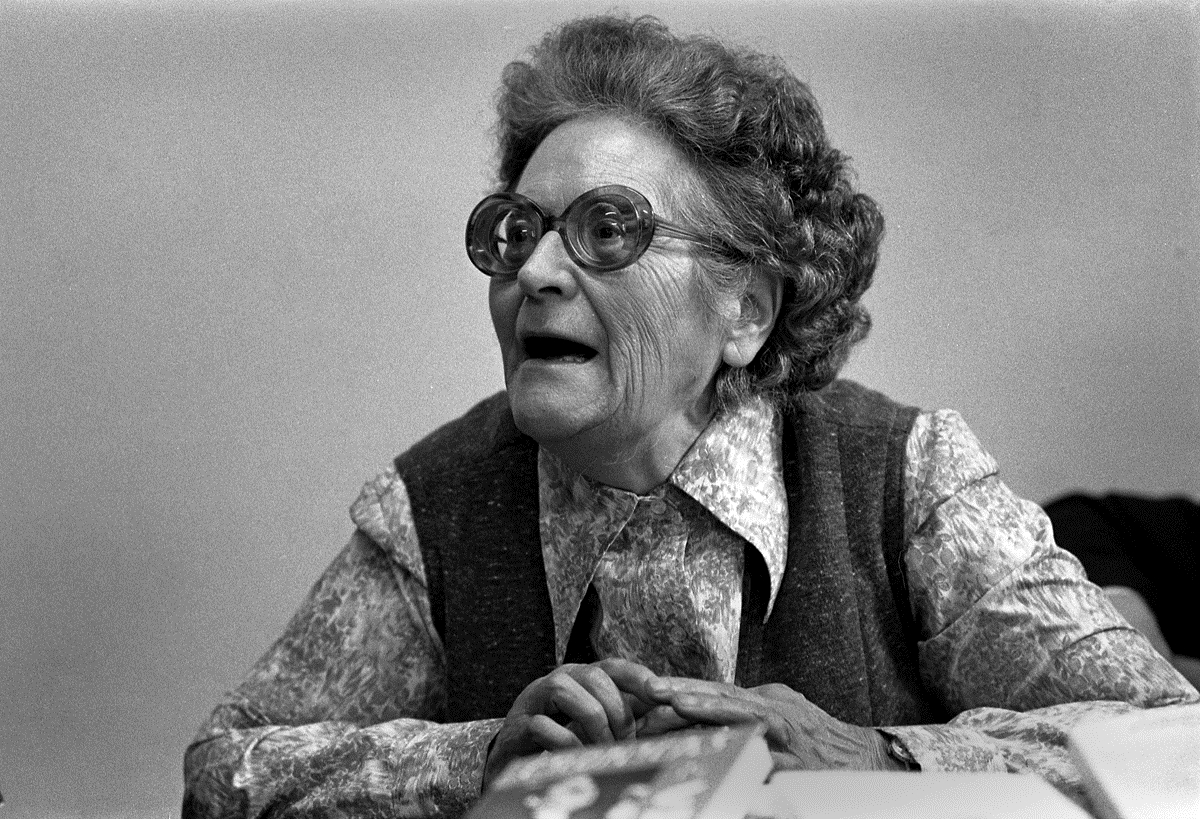
Federica Montseny en 1977
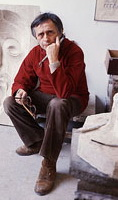
Josep Maria Subirachs en 1987
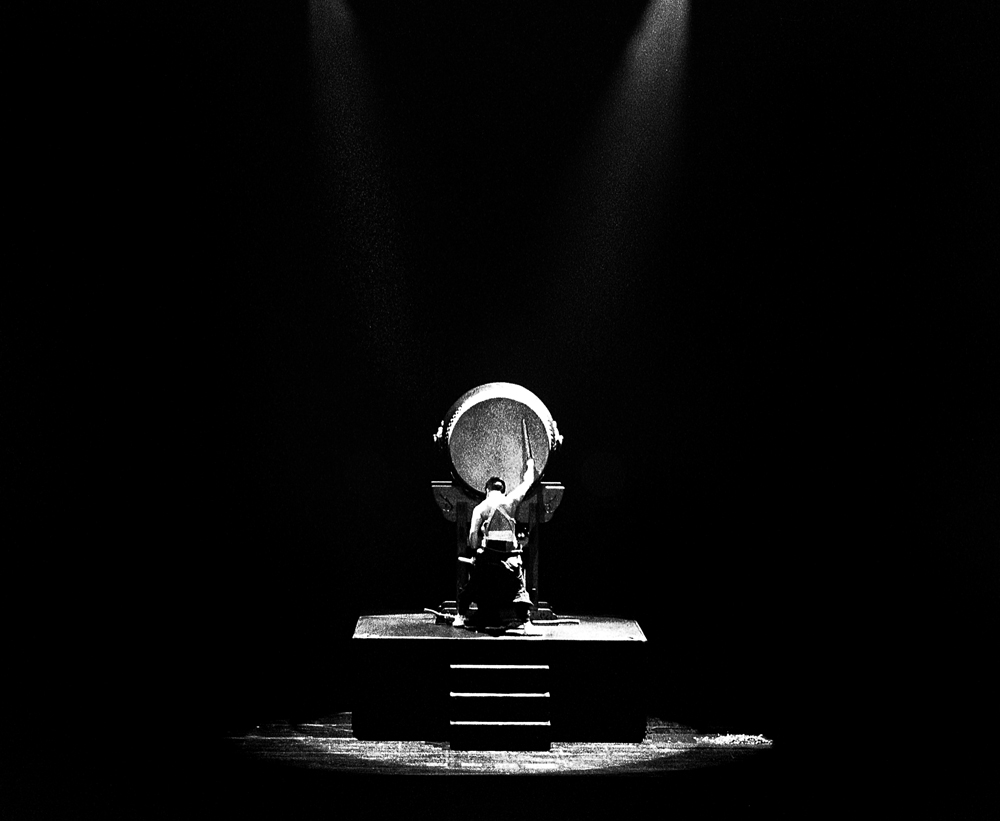
Eitetsu Hayashi en concierto en Tokio en 2001